# Mariette Van Arkkels
Mariette Van Arkkels (Antwerpen, 28 augustus 1931) is een Vlaamse actrice.
Ze speelde gastrollen in Samson en Gert (Tante), Postbus X (Dame), Familie (Rosa), Spoed (Wendy Kempens in 2002, Moeder van Marijke in 2003), Zone Stad (Ruziemakende oma), Kaat & co (Moeder van Geert) en Mega Mindy (Moeder Marie Migrain).
Ze was sinds 1951 getrouwd met collega acteur Bob Van Der Veken, die op 18 februari 2019 overleed.
Samen hebben ze twee kinderen.

## Filmografie
- Hokus-Pokus (1959)
- Patati patata (1960)
- Hoe zotter, hoe liever (1960) - verpleegster
- De stille genieter (1961) - barmeid
- Cupido Dictator (1963) - Sylvie
- Tim Frazer jagt den geheimnisvollen Mister X (1964) - dokkersvrouw
- Beschuldigde sta op (1968) - getuige
- Princess (1969) - vrouw
- Kontiki (1971)
- Nijd (Hoofdzonde) (1971)
- Malpertuis (1971) - hoertje
- Merijntje Gijzens jeugd (1974) - vrouw Oetelmans
- Dynastie der kleine luyden (1974) - vrouw
- Geschiedenis mijner jeugd (1983) - Marie
- Het leven een bries (1984) - vrouw
- Een lied voor Europa (1985) - vrouw
- Chorus Angelorum (1985) - nonneke
- Springen (1986) - vrouw
- Het begeren (1988) - vrouw
- Gejaagd door het weekend (1989) - moeder
- Alfa Papa Tango (1990) - huishoudster
- TECX (1990) - bediende
- Samson en Gert (1990) - tante
- De leraarskamer (1991) - dienster
- De grijze man (1991) - dienster Olga
- De bossen van Vlaanderen (1991) - Alice Landuyt
- Postbus X (1992) - vrouw
- Commissaris Roos (1992) - zuster Aleidis
- Caravans (1992) - Félicienne
- NMBS promotie (1993) - oma op de trein
- Kan dat met gebakken aardappeltjes? (1993) - Cliënte in restaurant
- Familie (1994) - Roza Impens
- Buiten De Zone (1996) - oude Merel
- Wittekerke (1996) - moeder van Ina
- Clumsy Love (1998) - buurvrouw
- Avondspelen (1998) - grootmoeder
- Acteursoefening (1998) - moeder
- Thuis (1999) - echtgenote van klant
- Proximus (2000) - gaste op het huwelijk
- Spoed (2002) - Wendy Kempens
- Spoed (2003) - mevrouw Willems
- Zone Stad (2004) - ruziemakende oma
- Kaat & Co (2004) - moeder van Geert
- Mega Mindy (2006-2009) - Marie Migrain
- Robbie Rocket (2012) - grootmoeder
- Thuis (2015) - Josepha De Wisplelaere / zuster Scholastica
- Gina & Chantal (2019) - patiënte van Patrick